# 67
Évszázadok: i. e. 1. század – 1. század – 2. század
Évtizedek: 10-es évek – 20-as évek – 30-as évek – 40-es évek – 50-es évek – 60-as évek – 70-es évek – 80-as évek – 90-es évek – 100-as évek – 110-es évek
Évek: 62 – 63 – 64 – 65 –  66 – 67 – 68 – 69 – 70 – 71 – 72

## Események

### Római Birodalom
- Lucius Julius Rufust (helyettese júliustól Appius Annius Gallus) és Fonteius Capitót (helyettese Lucius Aurelius Priscus és Lucius Verulanus Severus) választják consulnak.
- Nero császár feleségül veszi Sporust, egy fiatal rabszolgafiút, aki volt feleségére, Poppaeára emlékezteti. Sporust kasztráltatja és női ruhákban járatja.
- Nero Görögországba látogat, részt vesz az olümpiai és püthói játékokon és minden versenyszámot megnyer, ahol indul.
- Nero megindítja a Korinthoszi-csatorna építését (halála után az építkezés leáll).
- Nero Görögországba rendeli Corbulót, az örményországi háború győztes hadvezérét, aki véleménye szerint túl népszerűvé vált és megparancsolja, hogy kövessen el öngyilkosságot. Corbulo a kardjába dől. Nero szabadnak nyilvánítja a görög városokat, majd az év végén visszatér Rómába.
- A zsidó háborúban Vespasianus a Legio X Fretensisszel és a Legio V Macedonicával megérkezik Ptolemaiszba. Hamarosan csatlakozik hozzá fia, Titus, aki Alexandriából hozta át a Legio XV Apollinarist. Vespasianus a segédcsapatokkal és II. Heródes Agrippa király katonáival együtt mintegy 60 ezer ember felett rendelkezik.
- Jeruzsálemben egymásnak esnek a különböző zsidó pártok, véres összecsapásokra kerül sor. A zélóták és sicariusok kivégzik azokat, akik megpróbálnak megszökni a városból.
- Vespasianus 47 napos ostrom után elfoglalja Jotapatát, 40 ezer lakosának többségét lemészárolják, a többit eladják rabszolgának. A védelem egyik vezetője, Iosephus Flavius fogságba esik. Az ostrom során Vespasianus is megsebesül, a lábába fúródik a nyíl.
- Vespasianus a Golan-fennsíkon elfoglalja Gamla erődített városát. A lakosok mintegy felét megölik, a többiek elmenekülnek, de közben sokukat agyontapossák, vagy a sziklás vidéken szakadékba zuhannak.

## Halálozások
- Cnaeus Domitius Corbulo, római hadvezér
- Caius Cestius Gallus, római politikus, Syria kormányzója

## Fordítás
- Ez a szócikk részben vagy egészben  az   AD 67 című angol Wikipédia-szócikk ezen változatának fordításán alapul.  Az eredeti cikk szerkesztőit annak laptörténete sorolja fel. Ez a jelzés csupán a megfogalmazás eredetét és a szerzői jogokat jelzi, nem szolgál a cikkben szereplő információk forrásmegjelöléseként.